# Alejandro (hijo de Iván Shishman)
Alejandro (en búlgaro: Александър), posteriormente İskender (en turco otomano: اسكندر) (fallecido en 1418), era el hijo mayor del zar búlgaro Iván Shishman (reino  entre 1371 y 1395.). Alejandro fue posiblemente hecho coemperador por su padre antes de la conquista otomana del Zarato de Tarnovo en 1395. Después del sometimiento del reino de Iván Shishman y su ejecución, Alejandro se convirtió al islam para evitar el destino de su padre. Fue nombrado gobernador de Samsun, donde permaneció hasta 1402. De 1413 a 1418, cuando fue asesinado en una batalla contra un rebelde local, Alejandro estaba a cargo de Esmirna (Izmir).